# Barreal Blanco
El Barreal Blanco o Pampa del Leoncito es una depresión ubicada a 20 km de la localidad de Barreal, en el departamento Calingasta, en el suroeste de la provincia de San Juan, Argentina.
La planicie se encuentra en el lateral del camino que une la localidad de Barreal, con el Parque nacional El Leoncito.
El Barreal Blanco es una seca planicie perfectamente lisa de alrededor de 10 km de largo por 3 de ancho, creada a partir de la evaporación de una cuenca lacustre reciente, del Holoceno (período Cuaternario). El color de los sedimentos superficiales es blanquecino y corresponde a limos y arcillas de cementación salina.
Por fuera de los límites de la "Pampa" la flora típica está constituida por arbustos y pastizales propios de la ecorregión monte de sierras y bolsones, que desaparecen en su interior, dejando una superficie compacta, con resquebrajaduras poligonales y carente de toda vegetación.
El clima de la zona es seco, con precipitaciones de alrededor de 100 mm anuales, especialmente en época estival, consistentes en episodios de abundante caída de agua concentrados en períodos de tiempo breves. Los vientos predominantes son de dirección sur y nornoroeste, en algunos casos con ráfagas de hasta 100 km/h.
Ocasionalmente, la "pampa" se cubre totalmente de agua, producto de las lluvias torrenciales que se suman al escurrimiento proveniente de la Sierra del Tontal, límite oriental de la planicie.

## Actividades
Las características del terreno y la casi constante presencia de viento sostenido resultan especialmente aptas para la práctica de carrovelismo (carro vela o windcar), deporte no convencional que consiste en el desplazamiento en carros bajos, generalmente de 3 ruedas, impulsados por el viento que actúa sobre una vela, similar a las que se utilizan en algunos deportes náuticos.

Estos pequeños carros, cuya estructura principal se encuentra a pocos centímetros del piso, adquieren velocidades superiores a los 120 km/h.

La práctica del carrovelismo en Barreal Blanco se inició en los años '70 y la primera competencia se realizó en 1975.
En el año 2016 se puso en marcha un proyecto que incorpora una serie de vehículos adaptados que permiten la práctica del deporte a personas con necesidades especiales o con discapacidades motrices.

## Producciones audiovisuales
- Marlboro (Publicidad - 1982)
- Ford (Publicidad - 1982)
- Sheik (Telenovela - 1995)
- "Viaje del miedo " de Catupecu Machu (Videoclip - 2007)
- Casi ángeles (Telenovela - 2009)

## Galería de imágenes

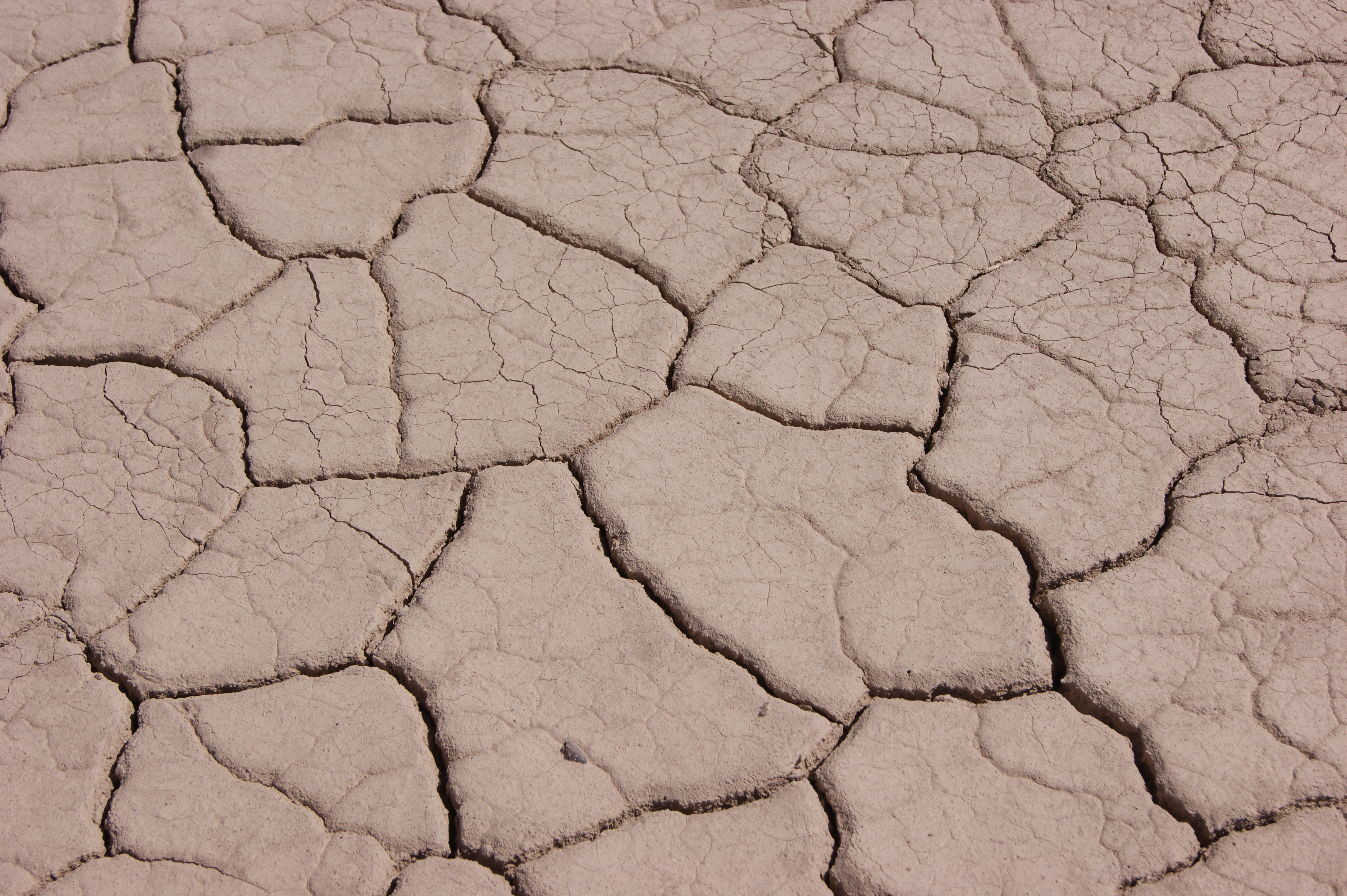
Barreal blanco suelo
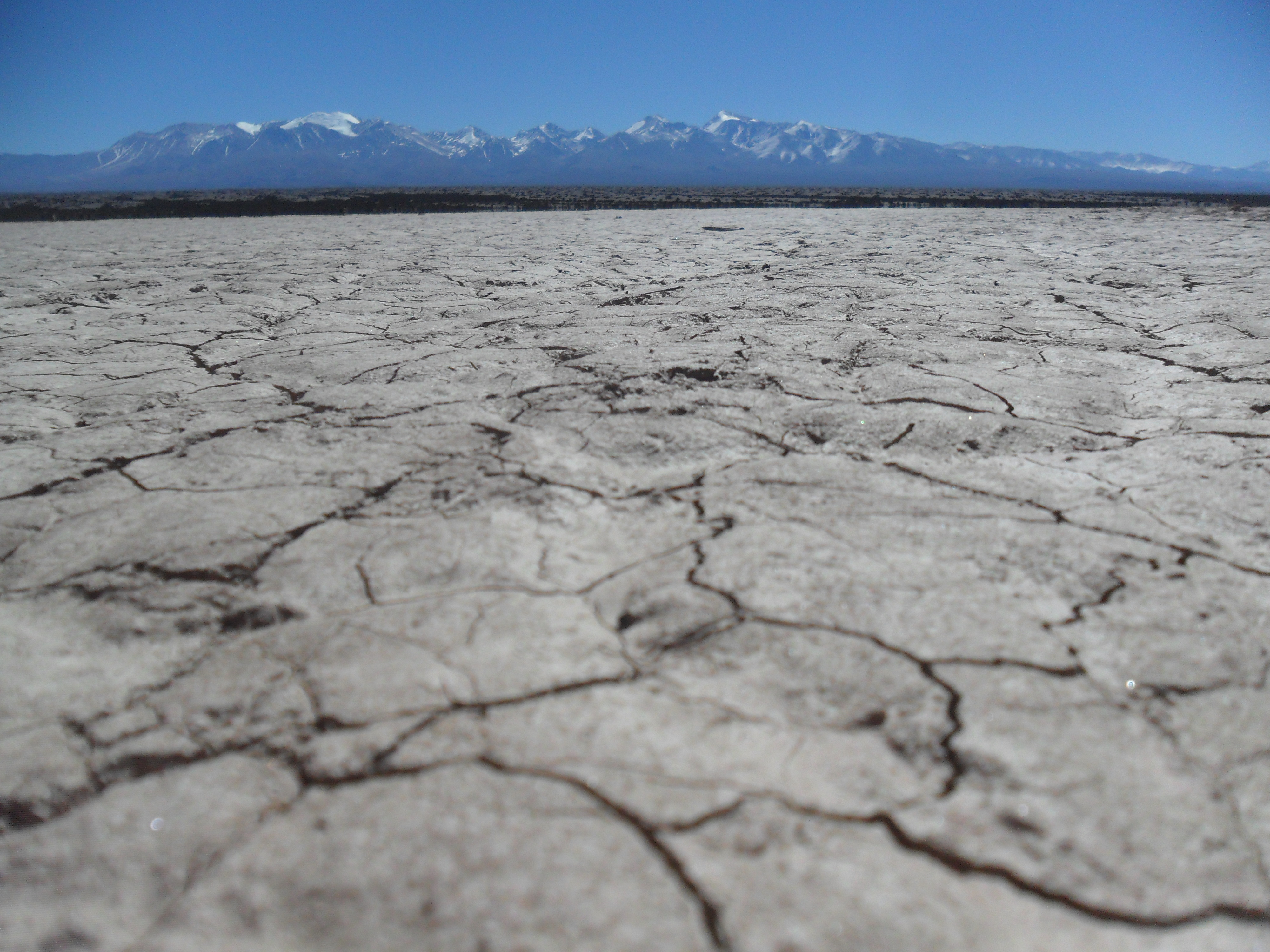
Suelo La pampa del leoncito
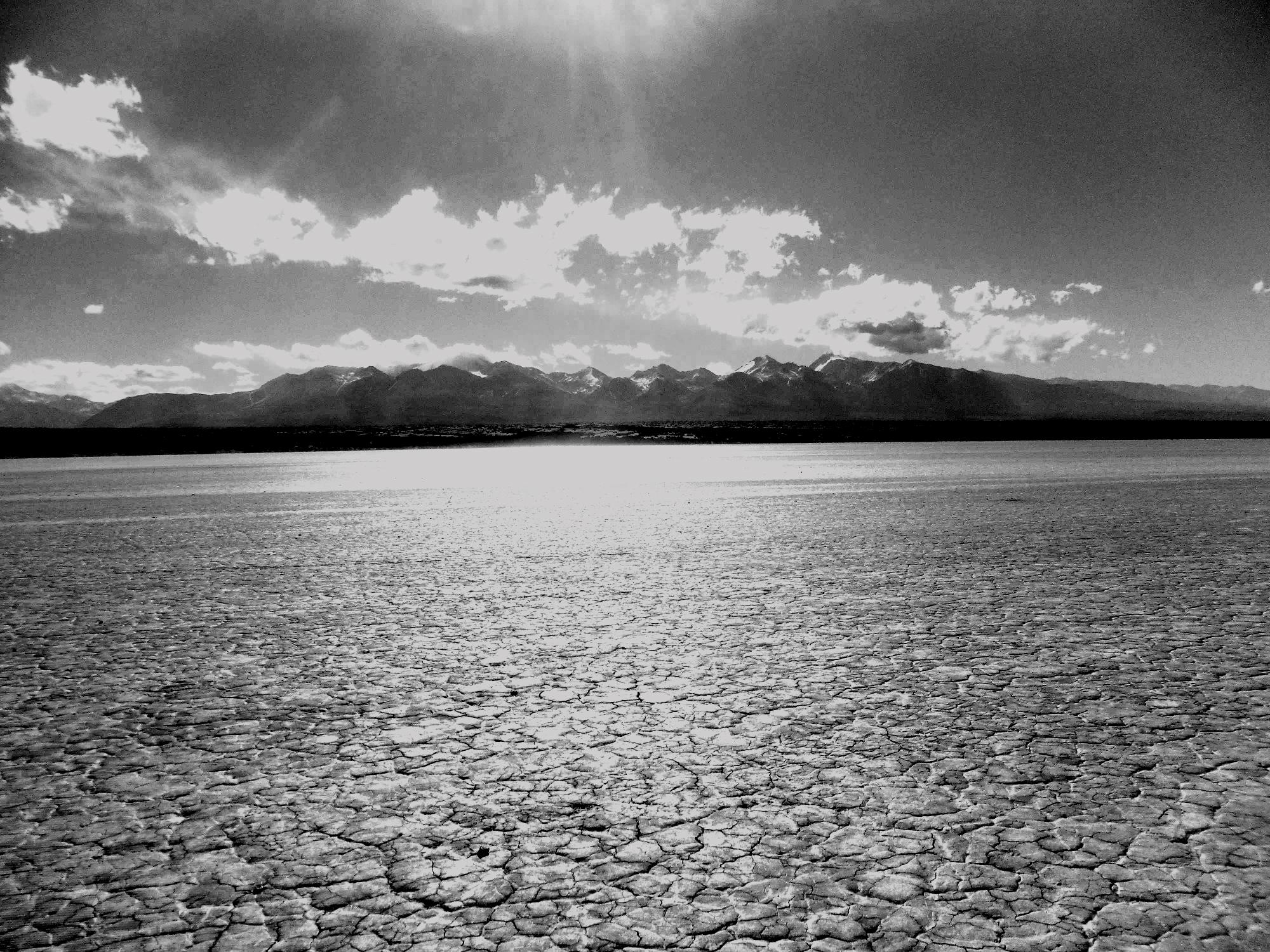
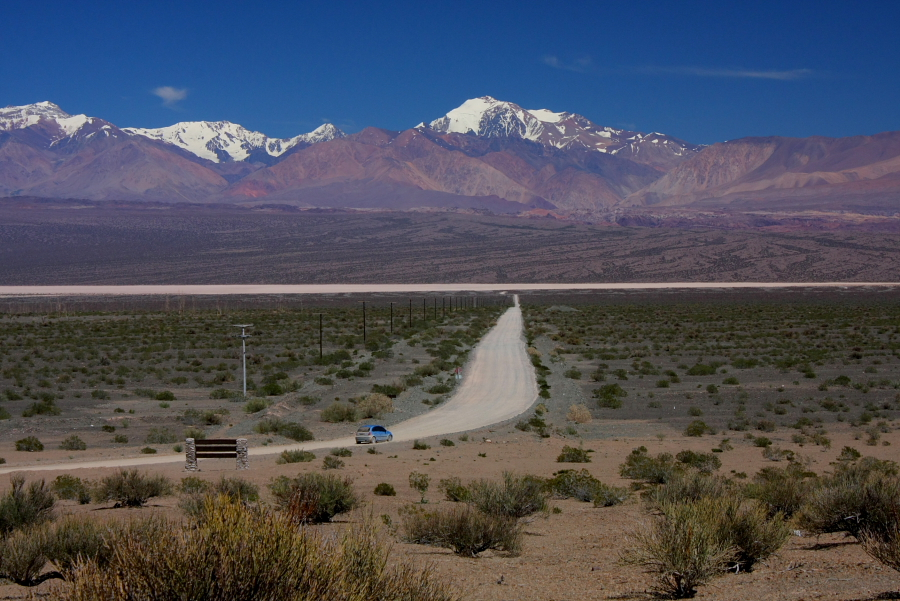
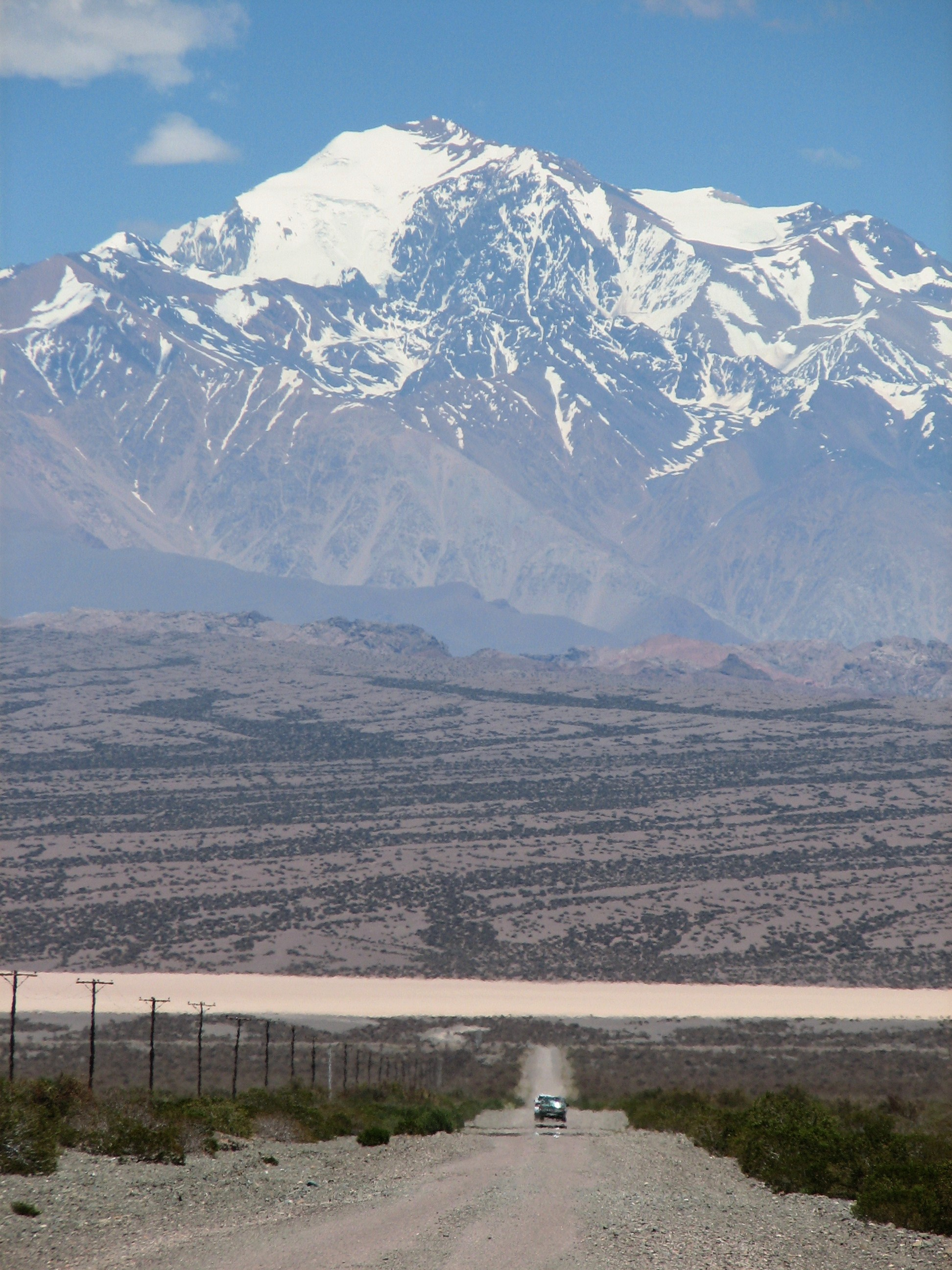